# Ecuadoraans voetbalelftal in 2016
Het Ecuadoraans voetbalelftal speelde in totaal dertien officiële interlands in het jaar 2016, waaronder vier duels tijdens de strijd om de Copa América in de Verenigde Staten. De ploeg stond onder leiding van de begin 2015 aangestelde bondscoach Gustavo Quinteros. Op de in 1993 geïntroduceerde FIFA-wereldranglijst zakte Ecuador in 2016 van de 13de (januari 2016) naar de 20ste plaats (december 2016).

## Balans
| Wedstrijden | Wedstrijden | Wedstrijden | Wedstrijden | Doelpunten | Doelpunten | Doelpunten | Punten |
| Gespeeld    | Winst       | Gelijk      | Verlies     | Voor       | Tegen      | Saldo      | Punten |
| ----------- | ----------- | ----------- | ----------- | ---------- | ---------- | ---------- | ------ |
| 13          | 3           | 4           | 6           | 20         | 19         | +1         | 0.769  |

## Interlands
|                                                                  |                                     |       |                                     |                                                                                               |
| 24 maart Kwalificatie WK 2018 № 487 «onderlinge duels» 16:00 uur | Ecuador                             | 2 – 2 | Paraguay                            | Estadio Olímpico Atahualpa, Quito Toeschouwers: 33.000 Scheidsrechter: Daniel Fedorczuk (URU) |
| 24 maart Kwalificatie WK 2018 № 487 «onderlinge duels» 16:00 uur | Enner Valencia 20' Ángel Mena 90+2' |       | 38' Dario Lezcano 59' Dario Lezcano | Estadio Olímpico Atahualpa, Quito Toeschouwers: 33.000 Scheidsrechter: Daniel Fedorczuk (URU) |

|                                                                  |                                                               |       |                    |                                                                                              |
| 29 maart Kwalificatie WK 2018 № 488 «onderlinge duels» 15:30 uur | Colombia                                                      | 3 – 1 | Ecuador            | Estadio Metropolitano, Barranquilla Toeschouwers: 38.400 Scheidsrechter: Enrique Osses (CHI) |
| 29 maart Kwalificatie WK 2018 № 488 «onderlinge duels» 15:30 uur | Carlos Bacca 15' Sebastián Pérez Cardona 48' Carlos Bacca 67' |       | 90' Michael Arroyo | Estadio Metropolitano, Barranquilla Toeschouwers: 38.400 Scheidsrechter: Enrique Osses (CHI) |

|                                                             |                      |       |         |                                                                                       |
| 25 mei Vriendschappelijk № 489 «onderlinge duels» 19:00 uur | Verenigde Staten     | 1 – 0 | Ecuador | Toyota Stadium, San Francisco Toeschouwers: 9.893 Scheidsrechter: José Peñaloza (MEX) |
| 25 mei Vriendschappelijk № 489 «onderlinge duels» 19:00 uur | Darlington Nagbe 90' |       |         | Toyota Stadium, San Francisco Toeschouwers: 9.893 Scheidsrechter: José Peñaloza (MEX) |

| Copa América Centenario |
| ----------------------- |

|                                                                           |          |       |         |                                                                           |
| 4 juni Copa América Centenario Groep B № 490 «onderlinge duels» 19:00 uur | Brazilië | 0 – 0 | Ecuador | Rose Bowl, Pasadena Toeschouwers: 53.158 Scheidsrechter: John Pitti (PAN) |
| 4 juni Copa América Centenario Groep B № 490 «onderlinge duels» 19:00 uur |          |       |         | Rose Bowl, Pasadena Toeschouwers: 53.158 Scheidsrechter: John Pitti (PAN) |

|                                                                           |                                      |       |                                      |                                                                                    |
| 8 juni Copa América Centenario Groep B № 491 «onderlinge duels» 22:00 uur | Ecuador                              | 2 – 2 | Peru                                 | Phoenix Stadium, Glendale Toeschouwers: 11.937 Scheidsrechter: Wilmar Roldán (COL) |
| 8 juni Copa América Centenario Groep B № 491 «onderlinge duels» 22:00 uur | Enner Valencia 39' Miler Bolaños 48' |       | 5' Christian Cueva 13' Edison Flores | Phoenix Stadium, Glendale Toeschouwers: 11.937 Scheidsrechter: Wilmar Roldán (COL) |

|                                                                            |                                                                          |       |       |                                                                                         |
| 12 juni Copa América Centenario Groep B № 492 «onderlinge duels» 18:30 uur | Ecuador                                                                  | 4 – 0 | Haïti | MetLife Stadium, East Rutherford Toeschouwers: 50.976 Scheidsrechter: Gery Vargas (BOL) |
| 12 juni Copa América Centenario Groep B № 492 «onderlinge duels» 18:30 uur | Enner Valencia 11' Jaime Ayoví 20' Christian Noboa 57' Luis Valencia 78' |       |       | MetLife Stadium, East Rutherford Toeschouwers: 50.976 Scheidsrechter: Gery Vargas (BOL) |

|                                                                                |                                    |       |                    |                                                                                     |
| 16 juni Copa América Centenario Kwartfinale № 493 «onderlinge duels» 21:30 uur | Verenigde Staten                   | 2 – 1 | Ecuador            | CenturyLink Field, Seattle Toeschouwers: 47.322 Scheidsrechter: Wilmar Roldán (COL) |
| 16 juni Copa América Centenario Kwartfinale № 493 «onderlinge duels» 21:30 uur | Clint Dempsey 22' Gyasi Zardes 65' |       | 74' Michael Arroyo | CenturyLink Field, Seattle Toeschouwers: 47.322 Scheidsrechter: Wilmar Roldán (COL) |

|  |  |  |  |  |  |  |  |  |

|                                                                     |         |                                                       |          |                                                                                              |
| 1 september Kwalificatie WK 2018 № 494 «onderlinge duels» 20:00 uur | Ecuador | 0 – 3                                                 | Brazilië | Estadio Olímpico Atahualpa, Quito Toeschouwers: 37.000 Scheidsrechter: Enrique Cáceres (PAR) |
| 1 september Kwalificatie WK 2018 № 494 «onderlinge duels» 20:00 uur |         | 72' (pen.) Neymar 78' Gabriel Jesus 90' Gabriel Jesus |          | Estadio Olímpico Atahualpa, Quito Toeschouwers: 37.000 Scheidsrechter: Enrique Cáceres (PAR) |

|                                                                     |                                             |       |                      |                                                                                 |
| 6 september Kwalificatie WK 2018 № 495 «onderlinge duels» 21:15 uur | Peru                                        | 2 – 1 | Ecuador              | Estadio Nacional, Lima Toeschouwers: 34.519 Scheidsrechter: Wilmar Roldán (COL) |
| 6 september Kwalificatie WK 2018 № 495 «onderlinge duels» 21:15 uur | Christian Cueva 19' (pen.) Renato Tapia 78' |       | 31' Gabriel Achilier | Estadio Nacional, Lima Toeschouwers: 34.519 Scheidsrechter: Wilmar Roldán (COL) |

|                                                                   |                                                                   |       |       |                                                                                             |
| 6 oktober Kwalificatie WK 2018 № 496 «onderlinge duels» 16:00 uur | Ecuador                                                           | 3 – 0 | Chili | Estadio Olímpico Atahualpa, Quito Toeschouwers: 25.214 Scheidsrechter: Mauro Vigliano (ARG) |
| 6 oktober Kwalificatie WK 2018 № 496 «onderlinge duels» 16:00 uur | Luis Antonio Valencia 19' Cristian Ramírez 23' Felipe Caicedo 46' |       |       | Estadio Olímpico Atahualpa, Quito Toeschouwers: 25.214 Scheidsrechter: Mauro Vigliano (ARG) |

|                                                                    |                                    |       |                                       |                                                                                               |
| 11 oktober Kwalificatie WK 2018 № 497 «onderlinge duels» 16:00 uur | Bolivia                            | 2 – 2 | Ecuador                               | Estadio Hernando Siles, La Paz Toeschouwers: 19.351 Scheidsrechter: Mario Díaz de Vivar (PAR) |
| 11 oktober Kwalificatie WK 2018 № 497 «onderlinge duels» 16:00 uur | Pablo Escobar 4' Pablo Escobar 43' |       | 47' Enner Valencia 89' Enner Valencia | Estadio Hernando Siles, La Paz Toeschouwers: 19.351 Scheidsrechter: Mario Díaz de Vivar (PAR) |

|                                                                     |                                      |       |                    |                                                                                           |
| 10 november Kwalificatie WK 2018 № 498 «onderlinge duels» 20:00 uur | Uruguay                              | 2 – 1 | Ecuador            | Estadio Centenario, Montevideo Toeschouwers: 52.529 Scheidsrechter: Víctor Carrillo (PER) |
| 10 november Kwalificatie WK 2018 № 498 «onderlinge duels» 20:00 uur | Sebastián Coates 15' Diego Rolán 45' |       | 44' Felipe Caicedo | Estadio Centenario, Montevideo Toeschouwers: 52.529 Scheidsrechter: Víctor Carrillo (PER) |

|                                                                     |                                                       |       |           |                                                                                            |
| 15 november Kwalificatie WK 2018 № 499 «onderlinge duels» 21:00 uur | Ecuador                                               | 3 – 0 | Venezuela | Estadio Olímpico Atahualpa, Quito Toeschouwers: 26.645 Scheidsrechter: Roberto Tobar (CHI) |
| 15 november Kwalificatie WK 2018 № 499 «onderlinge duels» 21:00 uur | Arturo Mina 51' Miller Bolaños 83' Enner Valencia 86' |       |           | Estadio Olímpico Atahualpa, Quito Toeschouwers: 26.645 Scheidsrechter: Roberto Tobar (CHI) |

## FIFA-wereldranglijst
| JAN | FEB | MAR | APR | MEI | JUN | JUL | AUG | SEP | OKT | NOV | DEC |
| --- | --- | --- | --- | --- | --- | --- | --- | --- | --- | --- | --- |
| 13  | 13  | 13  | 12  | 12  | 13  | 17  | 17  | 19  | 19  | 20  | 20  |

## Statistieken
| Alexander Domínguez   | 1987-06-05 | CF Monterrey            | 8  | 0 | 0 | 42  | 0  |
| Esteban Dreer         | 1981-11-11 | Club Sport Emelec       | 5  | 1 | 0 | 7   | 0  |
| Verdediging           |            |                         |    |   |   |     |    |
| Juan Carlos Paredes   | 1987-07-08 | Olympiakos Piraeus      | 11 | 0 | 0 | 68  | 0  |
| Walter Ayoví          | 1979-08-11 | CF Monterrey            | 10 | 0 | 0 | 119 | 8  |
| Arturo Mina           | 1990-10-08 | CA River Plate          | 9  | 0 | 1 |     |    |
| Gabriel Achilier      | 1985-03-24 | Monarcas Morelia        | 8  | 1 | 1 | 44  | 1  |
| Frickson Erazo        | 1988-05-05 | Atlético Mineiro        | 6  | 0 | 0 | 61  | 2  |
| Cristian Ramírez      | 1994-08-12 | FK Krasnodar            | 3  | 1 | 1 | 8   | 1  |
| Luis Caicedo          | 1992-05-11 | Independiente del Valle | 3  | 0 | 0 | 3   | 0  |
| Robert Arboleda       | 1991-10-22 | Universidad Católica    | 0  | 1 | 0 | 1   | 0  |
| Middenveld            |            |                         |    |   |   |     |    |
| Christian Noboa       | 1985-04-09 | FK Rostov               | 13 | 0 | 1 | 74  | 4  |
| Luis Antonio Valencia | 1985-08-04 | Manchester United       | 9  | 0 | 2 | 87  | 10 |
| Jefferson Montero     | 1989-09-01 | Swansea City            | 9  | 0 | 0 |     |    |
| Miller Bolaños        | 1990-06-01 | Grêmio                  | 7  | 0 | 2 | 19  | 8  |
| Carlos Gruezo         | 1995-04-19 | FC Dallas               | 6  | 1 | 0 |     |    |
| Fidel Martínez        | 1990-02-15 | Atlas Guadalajara       | 4  | 3 | 0 |     |    |
| Jefferson Orejuela    | 1993-02-14 | Independiente del Valle | 4  | 0 | 0 | 4   | 0  |
| Renato Ibarra         | 1991-01-20 | Club América            | 3  | 4 | 0 | 34  | 0  |
| Pedro Quiñónez        | 1986-03-04 | Club Sport Emelec       | 2  | 0 | 0 |     |    |
| Juan Cazares          | 1992-04-03 | Atlético Mineiro        | 1  | 5 | 0 |     |    |
| Alex Bolaños          | 1985-01-22 | SD Aucas                | 1  | 0 | 0 |     |    |
| Fernando Gaibor       | 1991-10-08 | CS Emelec               | 0  | 6 | 0 | 8   | 0  |
| Marcos Caicedo        | 1991-11-10 | Barcelona SC            | 0  | 2 | 0 | 2   | 0  |
| Pedro Larrea          | 1986-05-21 | CD El Nacional          | 0  | 1 | 0 | 1   | 0  |
| Matías Oyola          | 1982-10-15 | Barcelona SC            | 0  | 1 | 0 | 1   | 0  |
| Aanval                |            |                         |    |   |   |     |    |
| Enner Valencia        | 1989-11-04 | Everton                 | 12 | 0 | 6 |     |    |
| Felipe Caicedo        | 1988-09-05 | RCD Espanyol            | 5  | 0 | 2 |     |    |
| Ángel Mena            | 1988-01-21 | Cruz Azul               | 2  | 2 | 1 | 8   | 1  |
| Jaime Ayoví           | 1988-02-21 | CD Godoy Cruz           | 1  | 6 | 1 |     |    |
| Michael Arroyo        | 1987-04-23 | Club América            | 1  | 5 | 2 | 29  | 5  |